# Anton Profes
Anton Profes, né le 26 mars 1896 à Leitmeritz, en royaume de Bohême, et décédé le 22 août 1976 à Salzbourg) est un compositeur autrichien de chansons populaires et de musique de film. Sa seule contribution à une pièce jouée en France est le Je vous emmènerai sur mon joli bateau de L'Auberge du Cheval-Blanc en 1930. Son œuvre la plus connue est la série des Sissi d'Ernst Marischka avec Romy Schneider.

## Biographie
Anton Profes étudie la musicologie à Prague. À partir de 1916, il est chef d'orchestre à Carlsbad, Dortmund, Elberfeld, Konigsberg, Stuttgart, Hambourg et Berlin. Il travaille à partir de 1921 en tant que compositeur indépendant de chansons populaires. Parmi les plus connues, on peut citer  Am Sonntag will mein Süßer mit mir segeln geh’n, Kauf Dir einen bunten Luftballon et Was macht der Maier am Himalaya?
À partir de 1930, il compose la musique de plus de 100 films sonores dont la trilogie des Sissi (Sissi (1955), Sissi impératrice (1956), et Sissi face à son destin (1957), réalisés par Ernst Marishka).
En 1962, il ouvre un Weingartl à Salzbourg. En 1973, il reçoit le Alten Stadtsiegel(littéralement « sceau de la vieille ville ») de Salzbourg. En 1976, le président autrichien Rudolf Kirchschläger l'honore du titre de professor.

## Œuvres principales

### Musique de film
- 1930: Der keusche Joseph
- 1934: Vorstadtvariéte
- 1935: Ein Walzer um den Stephansturm
- 1935: Die ewige Maske
- 1939: Leinen aus Irland
- 1941: Wir bitten zum Tanz (Chanson : Ich trag' im Herzen drin, texte de Josef Petrak)
- 1942: Schicksal
- 1942: Die heimliche Gräfin
- 1942: Sommerliebe
- 1943: Das Ferienkind
- 1943: Der weiße Traum
- 1945: Leuchtende Schatten
- 1946: Glaube an mich
- 1948: Maresi
- 1949: Vagabunden
- 1951: Der schweigende Mund
- 1953: Feldherrnhügel
- 1954: König der Manege
- 1954: Mädchenjahre einer Königin
- 1955: Sissi
- 1956: Sissi – Die junge Kaiserin
- 1957: Sissi – Schicksalsjahre einer Kaiserin
- 1957: Scherben bringen Glück
- 1958: Das Dreimäderlhaus
- 1958: Der veruntreute Himmel
- 1960: Kauf Dir einen bunten Luftballon
- 1960: Gustav Adolfs Page
- 1962: Forever my Love

### Chansons
- Was macht der Maier am Himalaya, 1926; texte deFritz Rotter, traduit en 17 langues
- Heut ist die Käte etepetete, 1927; texte d' Otto Stransky et Fritz Rotter
- Am Sonntag will mein Süßer mit mir segeln geh’n, 1929; texte de Robert Gilbert
- Glaube an mich, 1946
- Wenn ich träume

### Opérette
Contribution à L'Auberge du Cheval-Blanc de  Ralph Benatzky : un air additionnel, Je vous emmènerai sur mon joli bateau